# 4-Track Demos
4-Track Demos è un album della cantautrice britannica PJ Harvey, pubblicato il 19 ottobre 1993 dalla Island Records.
Consiste in 8 demo di canzoni uscite nel suo album precedente, Rid of Me, insieme a 6 altre demo di canzoni inedite mai pubblicate dalla band. Dalle interviste l'artista conferma che tutti i pezzi dell'album sono stati scritti ed incisi in versione demo a casa sua, tra la metà del 1991 e l'autunno del 1992. Nonostante sia una raccolta di demo, l'album ricevette buone recensioni dalle maggiori riviste di settore e raggiunse la posizione numero 10 nella classifica di Billboard.

## Tracce
1. Rid of Me – 3:42
2. Legs – 3:47
3. Reeling – 2:59
4. Snake – 1:56
5. Hook – 4:31
6. 50ft Queenie – 2:48
7. Driving – 2:38
8. Ecstasy – 2:56
9. Hardly Wait – 2:48
10. Rub 'Til It Bleeds – 5:10
11. Easy – 3:16
12. M-Bike – 2:43
13. Yuri-G – 3:53
14. Goodnight – 4:17

## Classifiche
| Classifica (1993)                | Posizione massima |
| -------------------------------- | ----------------- |
| Regno Unito                      | 19                |
| Stati Uniti (heatseekers albums) | 10                |